# Scopula glaucocyma
Scopula glaucocyma là một loài bướm đêm trong họ Geometridae.